# نادي درامن لكرة اليد
نادي درامن لكرة اليد هو نادي كرة يد في النرويج. يلعب في الدوري النرويجي لكرة اليد. فاز بكأس التحدي الأورروبية مرة واحدة في سنة 1996.